# Medaille van de Koninklijke Nederlandsche Vereeniging voor Luchtvaart
De Medaille van de Koninklijke Nederlandsche Vereeniging voor Luchtvaart is een particuliere onderscheiding. 
Omdat de medaille door de Nederlandse regering was erkend en op uniformen mocht worden gedragen wordt de onderscheiding tot de Nederlandse onderscheidingen gerekend.
De medaille werd in 1922 ingesteld door de Koninklijke Nederlandse Vereniging voor Luchtvaart. De medaille werd in goud, zilver of brons uitgereikt aan personen "ter zake van verdiensten op het gebied van de luchtvaart".
De Koninklijke Nederlandse Vereniging voor Luchtvaart heeft een Commissie voor de Onderscheidingen ingesteld. Deze commissie beoordeeld de voordrachten tot het toekennen van verenigingsonderscheidingen. Er zijn behalve de drie medailles ook een in 1932 ingestelde Penning in zilver of brons en een in 1961 ingesteld Ere-insigne in goud of zilver dat kan worden toegekend aan hen, die ten minste 25 jaar lid zijn geweest en aan personen die zich in die periode van lidmaatschap bijzonder verdienstelijk hebben gemaakt voor de vereniging
De medaille kan in goud, zilver of brons worden toegekend aan personen. De statuten voorzien niet in toekenning aan verenigingen, bedrijven of instellingen.

## De medaille
De medaille is ovaal en meet 31 bij 38 millimeter. Aan de voorzijde is een allegorische voorstelling geplaatst van een gevleugelde vrouw tussen de wolken en boven de zee. De keerzijde toont een lauwerkrans, waarboven een beugelkroon, verwijzend naar het predicaat Koninklijk dat de vereniging mag dragen. Op de keerzijde staat de tekst "KONINKLIJKE NEDERLANDSCHE VEREENIGING VOOR LUCHTVAART" en daaronder het woord "AAN".
Aan de onderzijde van de keerzijde van de medaille is ruimte opengelaten voor een inscriptie. Meestal worden naam van de gedecoreerde, een korte inscriptie en de datum van toekenning in het metaal gegrift.
Men draagt de medaille op de linkerborst aan een 27 millimeter breed oranje lint met aan weerszijden, van buiten naar binnen, rood, wit en blauwe verticale strepen als in de Nederlandse vlag. De ophanging van de medaille aan het lint is in Engelse stijl gehouden. Men koos voor een "suspender bar", een metalen beugel met daaraan de ring van de medaille.
Op de baton wordt een achtpuntige gebombeerde ster, zoals in Nederland gebruikelijk bij herhaalde onderscheidingen en bij het aangeven van bijvoorbeeld gespen op het Oorlogsherinneringskruis aangebracht in het metaal van de gedragen medaille.
Bij besluit van de minister van Oorlog, Louis Anne van Royen, van 27 januari 1928 (IIe Afdeling, nr. 89), van de Minister van Marine van 12 april 1928 (Afdeling B., 1e Bureau, nr. 60) en van de Ministers van Oorlog en Marine van 8 maart 1956, mag de medaille door militairen, aan wie zij is toegekend, zowel in, als buiten dienst op de uniform gedragen worden.
In de periode tussen 1922-1966 werden er 34 gouden, 23 zilveren en 4 bronzen medailles uitgereikt. Onder de dragers van de gouden medailles waren Generaal C.J. Snijders, Anthony Fokker, Albert Plesman en Prins Bernhard der Nederlanden die de medaille in goud droeg.
In 1932 werd ook een "Medaille van de Koninklijke Nederlandsch-Indische Vereeniging voor Luchtvaart" ingesteld.